# Роджерсон, Джон Сэмюэль
Джон Сэмюэль Роджерсон (Иоганн Самуил Роджерсон, Иван Самойлович Роджерсон, англ. John Samuel Rogerson; 1741—1823) — лейб-медик Екатерины II.
Член Лондонского королевского общества (1779), Эдинбургского королевского общества (1783), почётный член Петербургской академии наук (1776).

## Биография

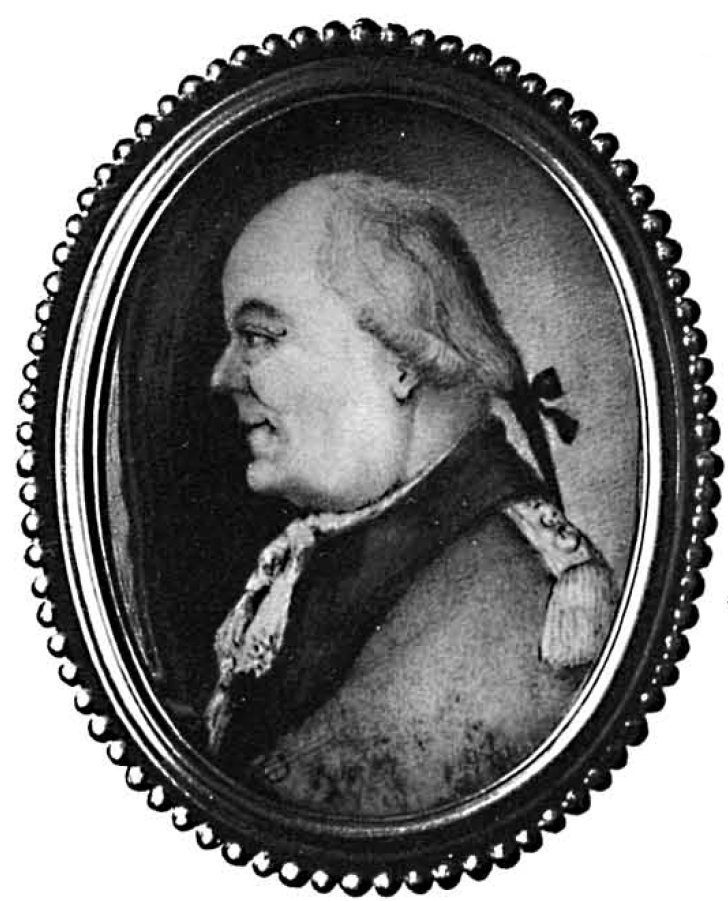
Миниатюра работы неизвестного художника, начало 19 в.

Шотландец, получил диплом Эдинбургского университета в 1765 году. Переехал в Санкт-Петербург, где 5 сентября 1766 года сдал экзамен в Петербургской медицинской коллегии на право практики в России. Экзаменовали его такие же иностранцы, как и он сам: барон Аш, Пеккен и Линдеман.
Вылечил сына княгини Дашковой от дифтерии, чем положил начало известности при дворе. 18 февраля 1769 года был пожаловал придворным доктором по 1000 рублей жалованья из сумм Медицинской Коллегии. 18 января 1776 г. Роджерсон был пожалован в лейб-медики с жалованием по 4000 рублей в год и в чин действительного статского советника.
Екатерина II не верила в докторов и часто подшучивала над Роджерсоном: «Лекарство помешает моим занятиям; довольно и того, что я посмотрю на тебя». Высокий, сухощавый, в парике с кошельком, с красным лицом, вспыльчивый и раздражительный, с неловкими манерами, он был всей душой предан Екатерине. Благодаря своему крепкому здоровью императрица не столь ценила медицинские таланты Роджерсона, сколько его преданность и забавность его выходок. Так, однажды, убедив её принять какое-то лекарство, обрадованный Роджерсон хлопнул императрицу по плечу и закричал «Bravo, bravo, Madame!». Вообще же она неоднократно не стеснялась заявлять Роджерсону, что не верит в его науку, и судя по её письмам к барону М. Гримму, сам Роджерсон во многом соглашался с ней.
Благосклонность императрицы и его предполагаемое искусство открыли перед шотландцем все двери, и он лечил весь высший свет. В воспоминаниях и письмах того времени часто встречается его фамилия, причем в основном в положительном ключе. В автобиографии княгини Дашковой есть признание, что её спасло от смерти «великое искусство Роджерсона». Великая Княгиня Мария Фёдоровна настоятельно и неоднократно советовала графу А. Р. Воронцову обратиться по поводу своего здоровья к Роджерсону. Только одна императрица Екатерина оставалась верной своему скептическому отношению к медицине и вскоре после смерти фельдмаршала князя Голицына писала Потёмкину: «Мне кажется, кто Роджерсону ни попадет в руки, тот уже мертвый человек». Однако же, относясь так скептически вообще к медицине, Екатерина II всё же выделяла Роджерсона из среды тогдашних медиков. Существуют свидетельства, что Роджерсон применял свои медицинские познания не только в деле кровопускания императрице, но и в вопросе оценки здоровья при выборе её фаворитов.
Главными слабостями Роджерсона были страсть к политике и любовь ко всякого рода новостям и сплетням. Он знал всё, что происходило в каждом доме, и сама императрица говорила, что он ходит в Эрмитаж «собирать вести». Однако же это не мешало иметь ему много друзей, среди которых были Ф. В. Ростопчин, П. В. Завадовский, В. П. Кочубей и граф С. Р. Воронцов.
Екатерининские вельможи потешались над чудаком-шотландцем. Он страстно любил играть в вист, но играл плохо, постоянно ссорился с партнёрами, упрекая их, что они портят ему пищеварение. Так, однажды граф А. А. Безбородко велел стрелять из пушки каждый раз, когда Роджерсон сделает ренонс, что того очень злило, дело чуть не кончилось крупной ссорой. Одним из других поводов для шуток стала шпага, которую императрица пожаловала своему врачу. Окружающие стали поздравлять его с новым медицинским средством.
Положение Роджерсона в Петербурге несколько пошатнулось, когда князь Григорий Орлов поддержал приехавшего в Петербург доктора Вейкарда. После того, как последний получил титул камер-медика, Роджерсон отпросился в отпуск за границу, получил 2000 рублей на дорогу, уехал из Царского Села в столицу и продал дом. Однако в это время тяжело заболел фаворит императрицы А. Д. Ланской, которого прочие врачи во главе с Вейкардом не могли спасти. Екатерина посылала за Роджерсоном, чтобы дать больному «Джемсовы порошки, которых немецкие доктора не умели давать», но Ланской скончался в ту же ночь. Эта смерть решила судьбу Вейкарда, так как заболевшая с горя императрица не пожелала видеть никого из других врачей, заставив Роджерсона отложить свой отъезд на год. В следующем году он посетил Англию, Париж, Вену.
Другим конкурентом Роджерсона мог стать приехавший в Петербург граф Калиостро. Роджерсон публично заявил, что «эмпирик (врач без диплома) и ученик школы Гермеса не устоит перед выпускником медицинского факультета Эдинбурга». В ответ Калиостро, как говорится в историях, предложил оригинальную дуэль: каждый из них должен приготовить пилюлю с ядом для противника. А после того, как яд примут при свидетелях, изготовить для себя противоядие. Победит тот, кто выживет. Придворный врач от такого состязания отказался. Достоверность этой легенды неизвестна, но известно, что когда барон Гримм высказал предположение, что Роджерсон, наверное, завидует славе Калиостро, Екатерина вступилась за честь своего придворного медика: «Je vous assure, que Rogerson pensait à Cagliostro autant et peut être moins, qu'à l’arche de Noé» («Уверяю вас, что Роджерсон думал о Калиостро столько же, если не менее, как о Ноевом ковчеге»).
В 1786 году Екатерина командировала Роджерсона в Кронштадт для расследования причин высокой смертности больных в лазаретах. В том же году Роджерсон принял участие в путешествии Екатерины II по югу России, а в 1787 году участвовал в её походах по Днепру и находился вместе с гофмаршалом С. Ф. Стрекаловым на судне «Сож». В 1788 г. он был отправлен в Ревель лечить адмирала Грейга, заболевшего на корабле «Ростислав». При его посредничестве Екатерина купила у вдов аптекарей Дуропа и Винтерберга секрет приготовления капель, пользовавшихся известностью под названием Tinctura inervina bestuschevi, и затем поручила ему обнародовать его во всеобщее сведение.
Роджерсон оставался врачом Екатерины II до самой её смерти. Будучи принужден считаться с её скептическим отношением ко всяким медицинским средствам, Роджерсон в деле лечения императрицы ограничивался главным образом кровопусканием, которое было в то время в моде (за каждую процедуру он получал дополнительную плату 2 тысячи рублей), и разного рода простыми предписаниями. Например, для возбуждения аппетита он советовал ей выпивать перед обедом рюмку гданьской водки. В 1784 году во время болезни Екатерины Роджерсон посоветовал вызвать немедленно в Петербург Безбородко, дабы оградить больную от душевных волнений и печали. Он сильно противился лечению ран на ногах Екатерины греком Л. Качони, рекомендованным Платоном Зубовым. По свидетельству статс-секретаря императрицы А. М. Грибовского, Роджерсон предостерегал, что закрытие этих ран повлечёт за собой апоплексию и угрожает самой жизни. Предостережения эти оказались вполне основательными: раны на ногах закрылись у Екатерины в июне, а в ноябре она скончалась от удара.
Накануне смерти императрицы, присутствуя на обеде в Эрмитаже, Роджерсон обратил внимание на возбужденный вид Екатерины, сильно взволновавшейся вследствие получения известий с театра военных действий. Пораженный её видом, Роджерсон выждал, пока Екатерина простилась со своими гостями, последовал за ней в её спальню, попросил позволения ощупать пульс и стал настаивать на немедленном кровопускании. Но Екатерина лишь посмеялась над его опасениями, заявила, что успеет пустить кровь и завтра и даже упрекнула его в жадности. После удара, случившегося с императрицей, Роджерсон первым из врачей приехал во дворец к умиравшей Екатерине, пустил ей кровь, приставил к ногам шпанские мушки, но всё было бесполезно. Да и сам Роджерсон осознавал тщетность своих действий, так как предвидел близкую кончину пациентки. По воспоминаниям Я. И. де Санглена, ещё в 9 часов утра, войдя в кабинет, где находились Великий Князь и Великая Княгиня, Роджерсон объявил им, что удар был в голову и смертельный, и что Екатерина II кончается. Вслед за тем он вернулся к умирающей и присутствовал при последних минутах её жизни. «Я тотчас же увидел, — писал по этому поводу сам Роджерсон своему другу графу С. Р. Воронцову, — что она скончалась. Преклонные годы и её тучность (так как в последние годы она очень пополнела и отяжелела) предрасположили её к апоплексии — этому наследственному припадку, от которого умерли её братья». Тотчас же после смерти Екатерины Роджерсон встретил Великого Князя Павла словами: «Всё кончено».
Незадолго до смерти Екатерина II пожаловала своему преданному лейб-медику в потомственное владение 1586 душ в Минской губернии, «весьма хороших», по отзыву А. А. Безбородко. Эти деревни приносили более 6000 рублей годового дохода, что укрепило материальное положение Роджерсона. До этого получаемого им жалования никогда ему не хватало, в основном из-за пристрастия к карточным играм. По свидетельству графа Ростопчина, Роджерсону всё время приходилось переживать тяжёлые денежные обстоятельства, и он был весь в долгах. Кроме этого, у Роджерсона было ещё имение у границы Шотландии, которое заставляло его поддерживать постоянные сношения с родиной.
Переписываясь с Великобританией при посредстве английского посольства, Роджерсон порой предоставлял эту же возможность и своим близким друзьям, чтобы они могли избежать перлюстрации писем. Весьма ценными для изучения истории и придворной жизни России являются его письма к графу С. Р. Воронцову. Будучи придворным врачом и личным врачом императрицы, пользовавшимся её полным доверием, он знал очень многое из происходившего при дворе. Сохранилось 64 письма, часть из которых написана довольно осторожно, с опасением перлюстрации, зато остальные часто касаются и вопросов, считавшихся некогда секретными. В письмах Роджерсон касается почти всех членов императорского дома, а также наиболее влиятельных при дворе и правительстве семейств. В его письмах сохранилось немало сведений о Потемкине, Орловых, Безбородко, Остермане, Румянцеве, Панине, Зубове и многих других деятелях времён Екатерины, а также о лицах, выдвинувшихся в качестве любимцев императора Павла и в первые годы царствования Александра I. Он характеризовал внутренние качества дворян и положение при дворе. Принадлежа к двору Екатерины II, он живо интересовался и происходившим при дворе Великого князя Павла.
Будучи довольно хорошо знаком с тогдашним экономическим и финансовым положением России, Роджерсон в своих письмах часто высказывал здравые и практические соображения по поводу предпринимавшихся мер и начинаний; кроме того, он постоянно следил за движениями «политического барометра» и постоянно делился со своим другом слухами и наблюдениями. Относительно царствования Екатерины в переписке Роджерсона можно найти ценные исторические сведения, например, о посещении Петербурга шведским королём Густавом IV и о планах Екатерины перед самой смертью двинуть отряд русских войск под предводительством Суворова против французских революционных войск. Особенно подробными становятся сообщения Роджерсона с момента воцарения Павла І. Считается, что даже по одной этой переписке с графом Воронцовым можно легко составить себе понятие о том тревожном настроении умов, какое господствовало в Петербурге в последние месяцы перед воцарением Александра І.
На коронацию Павла I Джон Роджерсон получил чин тайного советника, однако когда при Павле I последовал ряд стеснительных мер, вызывавших тревоги и опасения, Роджерсон стал задумываться и над своим собственным положением, и у него уже начало было складываться решение о необходимости «переменить климат», так как, по словам самого Роджерсона, у него временами не было уверенности, «будет ли завтра светить солнце так, как оно светит сегодня». Особенно щекотливым стало положение Роджерсона, когда у Павла произошел разрыв с Британией. Но он всё-таки не уехал, а только постарался остаться «в мраке и забвении», часто покидая Петербург и наведываясь в свои белорусские деревни. Он оставался в России в продолжение всего царствования Павла и первой половины царствования Александра І, состоя членом Медицинского Совета и, будучи лейб-медиком, продолжая лечить членов царской фамилии и своих близких знакомых, но от остальной практики отказался с 1809 г. Он прожил в России до 1816 г. и в этом году ещё лечил Д. П. Трощинского, навещая больного по несколько раз в день.
Хотя Роджерсон и успел сильно привязаться к своей новой родине, где ему пришлось прожить более полувека, он всё же продолжал оставаться в душе британским патриотом и до последних дней пребывания своего в России продолжал интересоваться политическими новостями из Великобритании, близко принимая их к сердцу и готовый всячески защищать честь своей родины от насмешек своих русских друзей. Кроме того, он постоянно оказывал всякое содействие своим соотечественникам, приезжавшим устраиваться в Россию; между прочим, он рекомендовал А. Голловея, впоследствии назначенного лейб-медиком, а в 1816 году, незадолго перед своим отъездом, Роджерсон составил протекцию другому своему соотечественнику — Я. В. Виллие. Решившись, наконец, покинуть Россию, он вернулся в 1816 г. в  Шотландию и поселился там в своем поместье, где и скончался в глубокой старости в 1823 году, продолжая числиться ещё на русской службе лейб-медиком и значась в отпуске.
Роджерсон был женат; один из его сыновей служил военным врачом в Плимуте и пользовался хорошей репутацией.